# Orobanche haenseleri
Orobanche haenseleri är en snyltrotsväxtart som beskrevs av Reuter. Orobanche haenseleri ingår i släktet snyltrötter, och familjen snyltrotsväxter. Inga underarter finns listade i Catalogue of Life.

## Bildgalleri

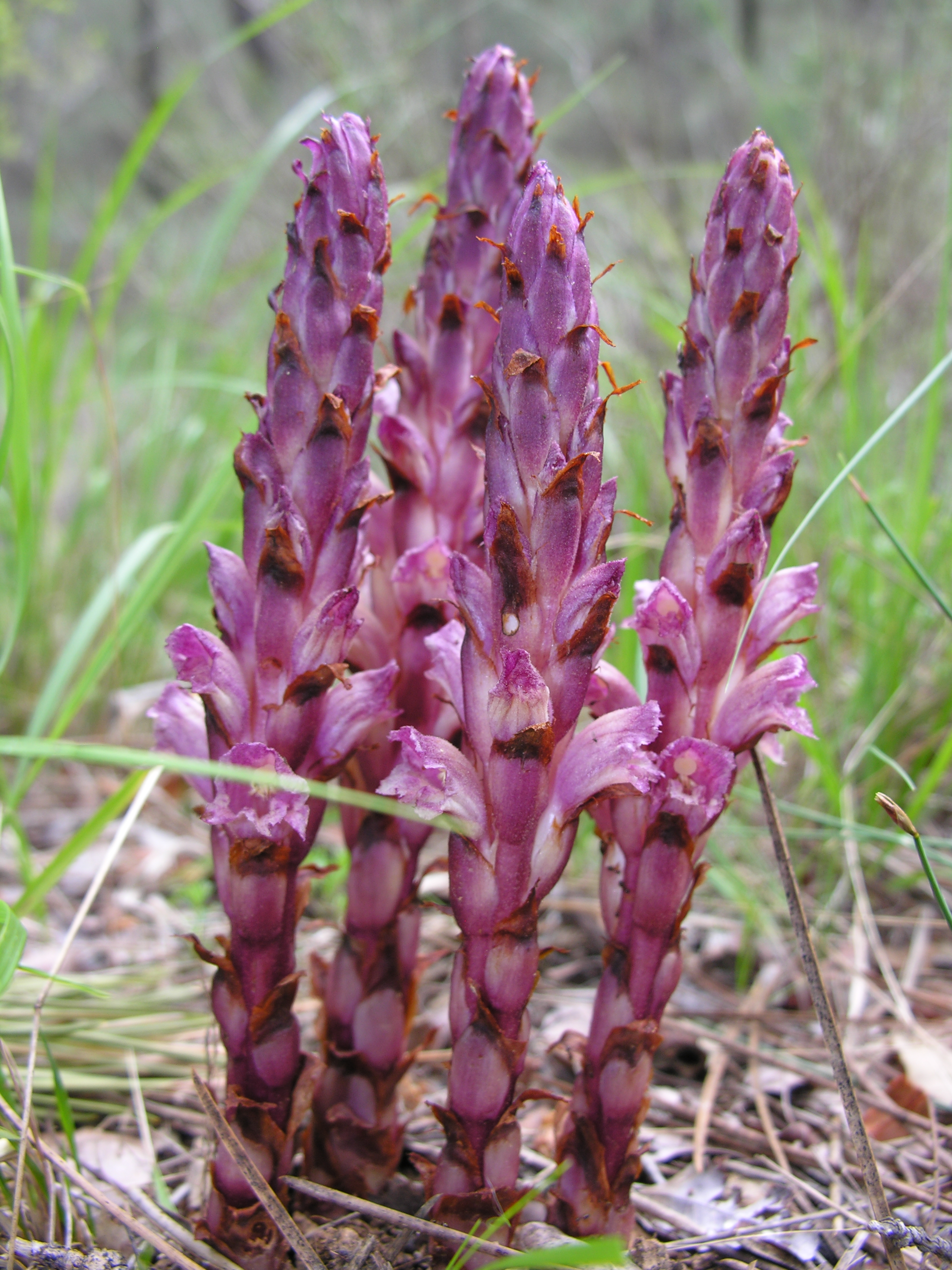